# Alice (Perigeo Special)
Alice è un doppio album dei Perigeo Special, pubblicato nel 1980 per la RCA Italiana.

## Il disco
L'album nasce da un'idea di Maurizio Monti, autore di tutti i testi, e si presenta come una reunion del gruppo Perigeo, ufficialmente scioltosi nel 1977, benché di fatto soltanto il bassista e leader Giovanni Tommaso suoni in tutto il disco, mentre gli altri membri della formazione figurano solo in alcune tracce e l'album per il resto sia eseguito da numerosi turnisti; due di essi, Maurizio Giammarco e Carlo Pennisi, l'anno dopo diverranno New Perigeo con Agostino Marangolo, Danilo Rea e lo stesso Tommaso. Quest'ultimo è anche voce solista su due brani nonché autore di tutte le musiche ad eccezione del brano Bullo e pupa, firmato da Monti assieme a un allora emergente Nino Buonocore. Tutti i musicisti presenti sono collettivamente accreditati nelle note come «Perigeo Special», che è anche la dicitura sull'esterno della copertina.
Oltre allo stesso Buonocore, il lavoro vede la partecipazione di vari ospiti: Ivan Cattaneo, Lucio Dalla, Rino Gaetano, Maria Monti, Anna Oxa e Jenny Sorrenti cantano un brano a testa e compaiono tutti assieme nel finale, dal titolo: Confusione gran confusione. Otto dei tredici brani includono la voce narrante dell'attrice napoletana Lina Sastri, in ciò affiancata – sul solo brano La quadriglia delle aragoste – da Simona Di Sabatino e Carlotta Miti, entrambe bambine all'epoca della registrazione.
Concettualmente, l'opera è un adattamento del romanzo Le avventure di Alice nel Paese delle Meraviglie di Lewis Carroll. Nella rilettura di Monti, Alice è un'adolescente dei giorni nostri, intenta ad annotare su un diario la propria giornata (vissuta, immaginata, sognata o tutte e tre le cose insieme) nella terra di nessuno rappresentata dall'irrealtà delle esperienze reali.
Dall'album fu estratto un omonimo Qdisc, con copertina differente e contenente solo cinque tracce.

## Tracce
Testi di Maurizio Monti e musiche di Giovanni Tommaso, eccetto dove indicato.
Lato A
1. Bella la città – 3:50
2. Il viaggio (ovvero sogghigni e sesso) (feat. Lina Sastri) – 4:47
3. Al bar dello sport (feat. Rino Gaetano, Maria Monti, L. Sastri) – 5:04

Lato B
1. Il decalogo (feat. L. Sastri) (strumentale) – 4:49
2. Il bruco – 3:14
3. Mammina! (feat. Jenny Sorrenti) – 4:49
4. Il quartiere (strumentale) – 2:03

Lato C
1. Tea party (feat. Lucio Dalla, Anna Oxa, L. Sastri) – 4:27
2. Il festival (ovvero Perigeo in concerto) (feat. L. Sastri) (strumentale) – 7:55
3. Regina pop star (feat. Ivan Cattaneo) – 3:23

Lato D
1. Bullo e pupa (feat. Nino Buonocore, L. Sastri) – 3:25 (musica: N. Buonocore)
2. La quadriglia delle aragoste (feat. Simona Di Sabatino, Carlotta Miti, L. Sastri) (strumentale) – 5:13
3. Confusione gran confusione (ovvero il processo) (feat. N. Buonocore, I. Cattaneo, L. Dalla, R. Gaetano, M. Monti, A. Oxa, L. Sastri, J. Sorrenti) – 4:39

## Formazione
Perigeo Special
- Giovanni Tommaso – voce, basso, contrabbasso, sintetizzatore, produzione (intero album)
- Franco D'Andrea – pianoforte, Fender Rhodes, sintetizzatore (tracce: A2, B1)
- Bruno Biriaco – batteria (tracce: A2, B1, C2, D2)
- Claudio Fasoli – sax (tracce: A1, B2, B4, D2)
- Tony Sidney – chitarra elettrica (tracce: A2, B1, C2, D2)

Ospiti
- Nino Buonocore – voce (tracce: D1, D3)
- Ivan Cattaneo – voce (tracce: C3, D3)
- Lucio Dalla – voce (tracce: C1, D3)
- Simona Di Sabatino – voce narrante (traccia: D2)
- Rino Gaetano – voce (tracce: A3, D3)
- Carlotta Miti – voce narrante (traccia: D2)
- Maria Monti – voce (tracce: A3, D3)
- Anna Oxa – voce (tracce: C1, D3)
- Lina Sastri – voce narrante (tracce: A2, A3, B1, B4, C1, C2, D1, D2, D3)
- Jenny Sorrenti – voce (tracce: B3, D3)
- Vivian Tommaso – voce narrante (traccia: C3)

Turnisti
- Francesco Battimelli – flauto (traccia: C3)
- Alessandra Bellatreccia – arpa (tracce: B4, C3)
- Sandro Centofanti – programmazione sintetizzatore (tracce: A2, B1, D2)
- Nanni Civitenga – chitarra elettrica (tracce: A1, C1, C3, D3)
- Roberto Evangelisti – tumba (traccia: B3)
- Mike Fraser – tastiere, pianoforte  (tracce: A1, B2, B3, C1, C3, D1, D3)
- Maurizio Giammarco – sassofono tenore (tracce: A3, B2, B3, D1), sassofono soprano (tracce: A3)
- Adriano Giordanella – percussioni (tracce: A1, B2, B3, D3)
- Alfredo Golino – batteria, percussioni (tracce: A1, B2, B3, C1, C3, D1, D3)
- Mark Harris - pianoforte (tracce: A3, B1)
- Vincenzo Mancuso – chitarra elettrica (tracce: A1, B2, B3, C1, C3, D1, D3)
- Carlo Pennisi – chitarra elettrica (tracce: A3, B2, B3, B4)
- Karl Potter – percussioni (tracce:  A3, B2)
- Paolo Rustichelli – sintetizzatore (tracce: B4 C3) mellotron (traccia: D1)
- David Walter – batteria (tracce: A3, B2)
- Derek Wilson – batteria (tracce: A3, B2)
- I Cantori Moderni di Alessandroni – cori (traccia: D3)
- Orchestra d'archi dell'Unione Musicisti di Roma – archi (tracce: B4, C1, C3, D1)
- Sezione fiati: (tracce: B2, C1, C3)

Doriano Beltrame – tromba
Nino Culasso – tromba
Michele Lacerenza – tromba
Cicci Santucci – tromba
Alvise Vergella – tromba
Basilio Sanfilippo – trombone
Giancarlo Becattini – trombone
Gennaro Baldino – trombone
Vinicio Di Fulvio – trombone
Dino Piana – trombone
Franco Vinciguerra – trombone